# Kvarntjärnen (Alanäs socken, Jämtland, 713565-146965)
Kvarntjärnen är en sjö i Strömsunds kommun i Jämtland och ingår i Ångermanälvens huvudavrinningsområde.